# Freddy Adu
Fredua Korateng Adu (Tema, Ghana, 2 de junio de 1989), más conocido como Freddy Adu, es un exfutbolista estadounidense que jugaba como delantero.
Adu debutó con D. C. United en la Major League Soccer cuando tenía 14 años. Durante mucho tiempo estuvo considerado la promesa más importante del fútbol estadounidense, progresó en las selecciones juveniles y el 17 de noviembre de 2007 debutó con la selección absoluta. No obstante, cuando dio el salto a Europa tuvo problemas de adaptación y su carrera se ha quedado estancada. La última convocatoria internacional fue en 2011 para la Copa de Oro.

## Trayectoria

### Inicios
Adu creció en la ciudad ghanesa de Tema, donde jugó al fútbol en las calles de manera recreativa. Tras emigrar junto a su madre a los Estados Unidos en 1997, se incorporó al club juvenil Potomac Cougars y al equipo de fútbol de The Heights School de Potomac, Maryland. Dado que con su juego superaba ampliamente a sus rivales.

### DC United
Con el objetivo de que Adu jugase cerca de su casa, la Major League Soccer estadounidense lo asignó al D.C. United el 18 de noviembre de 2003, después de llegar a un acuerdo con Dallas Burn, que era el club que tenía los derechos sobre Freddy Adu (la primera selección del SuperDraft para ese año).

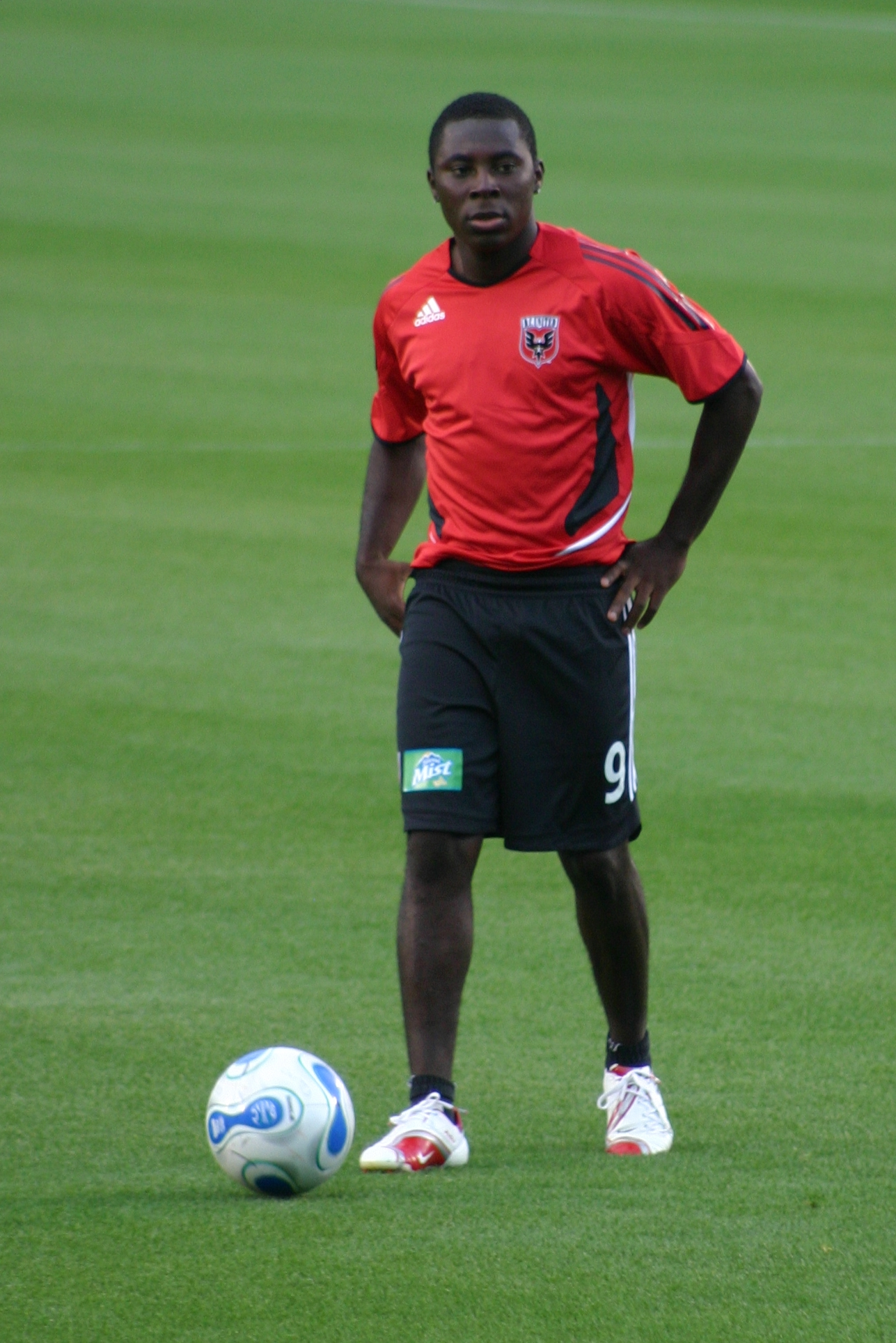
Adu entrenando con el DC United en 2006.

El 21 de abril, Adu jugó su primer partido oficial en los Estados Unidos contra el San Jose Earthquakes, entrando en el terreno de juego en el segundo tiempo. De esta manera, se convirtió en el jugador profesional más joven que debutaba en un deporte profesional estadounidense desde 1887, superando a Joe Nuxhall, que había jugado en la MLS con 15 años en 1944. El 17 de abril, Adu marcó su primer gol en el minuto 75 de un partido que terminó con la derrota del D.C. United ante el MetroStars.

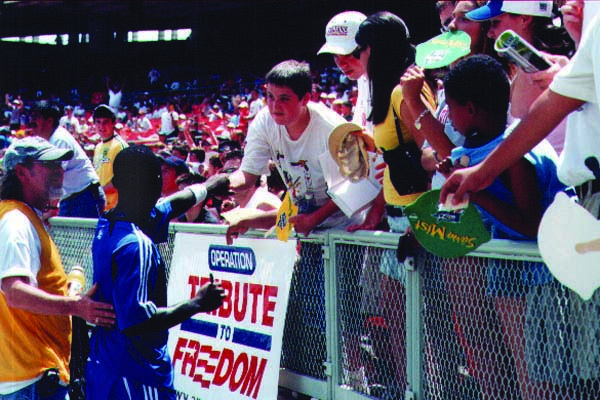
Freddy Adu, firmando autógrafos antes del inicio del Juego de Estrellas de la MLS 2004.

Viendo su potencial, varios clubes europeos se pelearon por su fichaje, entre ellos el Manchester United FC y el Chelsea FC. Sin embargo, el 11 de diciembre de 2006 su equipo lo vendió junto a Nick Rimando al Real Salt Lake a cambio de Jay Nolly, una mejor posición en el draft y otras consideraciones a futuro.

### SL Benfica y cesiones en Europa
En 2007, finalmente dio el salto a Europa fichando por el SL Benfica portugués por una cifra cercana al 1.5 millones de euros. No obstante, Adu tuvo problemas para encontrar su lugar en el equipo titular, jugando solo 21 partidos y anotando 5 goles en toda la temporada. En julio de 2008 fue cedido a préstamo al AS Mónaco de la Ligue 1 francesa. Con el Mónaco tuvo incluso menos participación de la que había tenido con el Benfica, jugando apenas 10 partidos, de los cuales el único que fue como titular fue un encuentro por la Copa de la Liga ante el Paris Saint Germain.
De vuelta al Benfica, fue cedido al CF Os Belenenses y, posteriormente, al Aris Salónica FC griego. Adu nuevamente tuvo problemas para encontrar su ritmo con ambos clubes, jugando apenas 15 partidos en todas las competiciones para ambos equipos, saliendo del banquillo en muchas de aquellas ocasiones.
El 31 de enero de 2011 se anunció que sería cedido hasta final de temporada al equipo turco Rizespor de la segunda división de ese país. A diferencia de sus pasos por Portugal, Francia y Grecia, Adu finalmente logró rendir, jugando un total de 13 partidos y anotando 4 goles durante la segunda mitad de la temporada 2010/11 del fútbol turco.

### Philadephia Union
Una vez expirado su contrato con el Benfica, Adu regresó a la Major League Soccer en agosto de 2011 fichando con el Philadelphia Union el día 12 de ese mes. Hizo su debut el 14 de agosto de 2011, jugando 64 minutos y recibiendo una tarjeta amarilla en el empate 2-2 ante el FC Dallas. Adu terminó la temporada 2011 con 11 partidos jugados y dos goles.
Luego del fallido intento de clasificación a los Juegos Olímpicos de Londres de 2012 con la selección estadounidense, en el que Adu pudo dar su mejor versión, regresó con el Unión para empezar la temporada 2012 en marzo con buenas expectativas. No obstante, Philadephia no logró alcanzar la postemporada y Adu terminó la campaña con 5 goles en 24 partidos jugados y muchos altibajos a lo largo del año. Debido a esto y al parecer ser una influencia negativa en el equipo, el Unión y su entrenador dejaron abierta la posibilidad de dejar ir a Adu para la temporada 2013.
Tras concluir la temporada 2012 de la MLS, Adu regresó a Turquía para entrenar en la entretemporada, esta vez con un entrenador personal en el club Galatasaray de Estambul.

### Esporte Clube Bahia
El 5 de abril de 2013, Adu firma en calidad de cedido con el Esporte Clube Bahia de Brasil, hasta final de la presente temporada. El acuerdo conlleva que el futbolista Kleberson juegue en Philadelphia hasta final de temporada.

### FK Jagodina
El 14 de julio de 2014, luego de pasar varias pruebas en varios clubes europeos, finalizó su traspaso al FK Jagodina de la SuperLiga Serbia, haciendo de este su décimo club en diez años. Hizo su debut con el club el 25 de septiembre de 2014, ingresando en los minutos finales del partido del Jagodina frente al BSK Borča por la Copa de Serbia.
No obstante, el nuevo técnico del club indicó que Adu no encajaba en su planteamiento táctico, por lo que el estadounidense probablemente terminaría dejando el club en la ventana de traspaso de invierno 2014/15.

### Kuopion Palloseura
Después de meses sin equipo, a finales de marzo se anunció su fichaje por el Kuopion Palloseura de la Primera División de Finlandia. Hizo su debut en la victoria 1-0 sobre el FC KooTeePee el 19 de abril de 2015.

### Paso por las ligas inferiores de Estados Unidos y retiro
El 14 de julio de 2015 fue traspasado a los Tampa Bay Rowdies de la North American Soccer League.Jugó 13 partidos y fue liberado antes de la temporada 2016.
Tras entrenar con los Portland Timbers de la Major League Soccer y el recién ascendido Sandecja Nowy Sącz de la Ekstraklasa, fallando para unirse a ambos equipos, optó por unirse al recién creado Las Vegas Lights Football Club de la USL Championship. Jugó 14 partidos y logró anotar, pero fue liberado tras el fin de la temporada.
Tras 3 años de inactividad, fichó por el Österlen FF de la Primera División de Suecia, tercera liga del país. Sin embargo, tras solamente 1 mes y ningún partido jugado, el club decidió terminar su contrato.  Tras su corto paso por el club, decidió retirarse a la joven edad de 31 años.

## Clubes
| Club                   | País           | Año         |
| ---------------------- | -------------- | ----------- |
| D.C. United            | Estados Unidos | 2004 - 2006 |
| Real Salt Lake         | Estados Unidos | 2007        |
| SL Benfica             | Portugal       | 2007 - 2008 |
| AS Monaco (cedido)     | Francia        | 2008 - 2009 |
| Os Belenenses (cedido) | Portugal       | 2009        |
| Aris (cedido)          | Grecia         | 2010        |
| Rizespor (cedido)      | Turquía        | 2011        |
| Philadelphia Union     | Estados Unidos | 2011 - 2013 |
| Bahia (cedido)         | Brasil         | 2013        |
| FK Jagodina            | Serbia         | 2014        |
| KuPS                   | Finlandia      | 2015        |
| Tampa Bay Rowdies      | Estados Unidos | 2015 - 2016 |
| Las Vegas Lights FC    | Estados Unidos | 2018        |
| Österlen FF            | Suecia         | 2020 - 2021 |

## Selección de los Estados Unidos

### Selecciones inferiores
Con la selección de los Estados Unidos Sub-17 debutó con 14 años en la Copa Mundial de Fútbol Sub-17 de 2003, disputada en Finlandia. Luego, jugó la Copa Mundial de Fútbol Juvenil de 2003 en los Emiratos Árabes Unidos y la de 2005 en los Países Bajos. El 22 de enero de 2006 se convirtió en el jugador más joven de su país adoptivo en participar con el seleccionado mayor al disputar un partido amistoso contra Canadá a sus 16 años.
En enero de 2007 Adu capitaneó la Selección Sub-20 durante el campeonato clasificatoria para la Copa Mundial Sub-20 de 2007 en Canadá. Al jugar en el torneo final en 2007, se convirtió en el segundo jugador en el mundo en jugar en tres Copas del Mundo Sub-20. El 3 de julio de 2007 Adu anotó un triplete en la victoria 6-1 de los Estados Unidos sobre Polonia en la fase de grupo del torneo. Este logro lo convirtió en el primer jugador en la historia en anotar una tripleta en mundiales Sub-17 y Sub-20. En la siguiente victoria 2-1 sobre Brasil, Adu entregó la asistencia en los dos goles anotados por Jozy Altidore.
Adu fue una parte importante del equipo Sub-23 de los Estados Unidos que clasificó a los Juegos Olímpicos de 2008 en Pekín, China. Anotó dos goles de tiro libre en la victoria 3-0 sobre Canadá en la semifinal del torneo preolímpico de la CONCACAF, victoria que eventualmente los enviaría a las olimpiadas junto con Honduras. Anotó un total de cuatro goles en los tres partidos que jugó, liderando todo el torneo, y fue seleccionado como uno de los mejores XI del campeonato.
El 15 de julio de 2008, Adu fue nombrado al equipo que representó a los Estados Unidos en los juegos olímpicos de Pekín. Adu jugó los primeros dos partidos de la fase de grupos contra Japón y los Países Bajos. Dio la asistencia a Sacha Kljestan para un gol que anotó contra los Países Bajos, pero él, junto con Michael Bradley, fueron suspendidos para el partido final de la fase de grupos contra Nigeria por acumulación de tarjetas amarillas. El equipo estadounidense fue eliminado luego de caer ante Nigeria.
El 6 de enero de 2012, Freddy Adu fue llamado por el entrenador de la selección estadounidense sub-23, Caleb Porter, al campamento del mes enero en preparación para el torneo preolímpico de la CONCACAF. Registró su primera asistencia con la selección sub-23 de los Estados Unidos el 29 de febrero de 2012, en la victoria 2-0 en el amistoso contra la selección sub-23 de México. El 12 de marzo de 2012, Adu fue llamado al grupo preliminar de 19 jugadores que conformó el equipo que enfrentó las eliminatorias de la CONCACAF para las Olimpiadas en Londres. Fue capitán de la selección sub-23, jugando los tres partidos de su selección. No obstante, Estados Unidos quedó fuera de las olimpiadas al terminar tercero en su grupo.

### Selección absoluta
Adu debutó con la selección absoluta en un amistoso contra Sudáfrica el 17 de noviembre de 2007.
Adu jugó en ambos partidos de la 2.ª ronda clasificatoria de la CONCACAF para la Copa Mundial de Fútbol de 2010 contra Barbados el 8 y el 22 de junio. Entregó la asistencia para el gol de Eddie Lewis en el partido de vuelta que Estados Unidos ganaría 1-0 (9-0 en agregado) en Barbados.
Adu anotó su primer gol internacional (con 19 años y 170 días) con los Estados Unidos el 19 de noviembre de 2008, capitalizando un tiro libre en un partido clasificatorio para la Copa del Mundo contra Guatemala.
Pese a haber estado ausente del equipo mayor por dos años debido a su inestable situación profesional, Adu fue una inclusión sorpresa en la lista de jugadores de Estados Unidos que participaron en la Copa Oro de CONCACAF de 2011, llegando a formar parte del equipo pese a jugar para un club de segunda división. Luego de no haber logrado jugar en el amistoso contra España y no haber jugado en los primeros cuatro partidos del torneo, Adu fue una sustitución sorpresa en la semifinal contra Panamá, entrando en la segunda mitad de un empate a cero en lugar de Juan Agudelo. Un largo pase de Adu desde el mediocampo hacia Landon Donovan que lo dejó libre para que acelerara y cruzara el balón para Clint Dempsey, propició el gol de la victoria. Adu fue titular en el partido siguiente, la final del torneo contra México. Participó en ambos goles de Estados Unidos en lo que finalmente sería una derrota 4-2.

### Goles con la selección nacional
Actualizado al 23 de noviembre de 2012.
| #   | Fecha                   | Lugar                                              | Oponente  | Gol(es) | Resultado | Competición                |
| --- | ----------------------- | -------------------------------------------------- | --------- | ------- | --------- | -------------------------- |
| 01. | 19 de noviembre de 2008 | Dick's Sporting Goods Park, Commerce City, EE. UU. | Guatemala | 2 – 0   | 2 – 0     | Eliminatorias Mundial 2010 |
| 02. | 4 de julio de 2009      | Qwest Field, Seattle, EE. UU.                      | Granada   | 1 – 0   | 4 – 0     | Copa de Oro 2009           |

Solo incluye goles con la selección mayor.

## Estadísticas
Actualizado el 30 de abril de 2015.
| D. C. United Estados Unidos | 1.ª           | 2004          | 33  | 5  | 0  | 0 | - | - | 33  | 5  |
| D. C. United Estados Unidos | 1.ª           | 2005          | 26  | 4  | 0  | 0 | - | - | 26  | 4  |
| D. C. United Estados Unidos | 1.ª           | 2006          | 35  | 2  | 0  | 0 | - | - | 35  | 2  |
| D. C. United Estados Unidos | Total club    | Total club    | 94  | 11 | 0  | 0 | - | - | 94  | 11 |
| Real Salt Lake Estados Unidos | 1.ª           | 2007          | 11  | 1  | 0  | 0 | - | - | 11  | 1  |
| Real Salt Lake Estados Unidos | Total club    | Total club    | 11  | 1  | 0  | 0 | - | - | 11  | 1  |
| S. L. Benfica Portugal | 1.ª           | 2007-08       | 11  | 2  | 1  | 1 | 4 | 0 | 16  | 3  |
| S. L. Benfica Portugal | Total club    | Total club    | 11  | 2  | 1  | 1 | 4 | 0 | 16  | 3  |
| A. S. Monaco F. C. Francia | 1.ª           | 2008-09       | 9   | 0  | 1  | 0 | 0 | 0 | 10  | 0  |
| A. S. Monaco F. C. Francia | Total club    | Total club    | 9   | 0  | 1  | 0 | 0 | 0 | 10  | 0  |
| C. F. Os Belenenses Portugal | 1.ª           | 2009-10       | 3   | 0  | 1  | 0 | - | - | 4   | 0  |
| C. F. Os Belenenses Portugal | Total club    | Total club    | 3   | 0  | 1  | 0 | - | - | 4   | 0  |
| Aris Salónica F. C. · Grecia | 1.ª           | 2009-10       | 9   | 1  | 2  | 1 | 0 | 0 | 11  | 2  |
| Aris Salónica F. C. · Grecia | 1.ª           | 2010-11       | 0   | 0  | 0  | 0 | 0 | 0 | 0   | 0  |
| Aris Salónica F. C. · Grecia | Total club    | Total club    | 9   | 1  | 2  | 1 | 0 | 0 | 11  | 2  |
| Rizespor Turquía | 2.ª           | 2010-11       | 13  | 4  | 0  | 0 | - | - | 13  | 4  |
| Rizespor Turquía | Total club    | Total club    | 13  | 4  | 0  | 0 | - | - | 13  | 4  |
| Philadelphia Union Estados Unidos | 1.ª           | 2011          | 13  | 2  | 4  | 3 | 0 | 0 | 17  | 5  |
| Philadelphia Union Estados Unidos | 1.ª           | 2012          | 24  | 5  | 0  | 0 | - | - | 24  | 5  |
| Philadelphia Union Estados Unidos | Total club    | Total club    | 37  | 7  | 0  | 3 | - | - | 37  | 10 |
| E. C. Bahia · Brasil | 1.ª           | 2013          | 2   | 0  | 0  | 0 | 2 | 0 | 4   | 0  |
| E. C. Bahia · Brasil | Total club    | Total club    | 2   | 0  | 0  | 0 | 2 | 0 | 4   | 0  |
| FK Jagodina Serbia | 1.ª           | 2014-15       | 0   | 0  | 1  | 0 | 0 | 0 | 1   | 0  |
| FK Jagodina Serbia | Total club    | Total club    | 0   | 0  | 1  | 0 | 0 | 0 | 1   | 0  |
| KuPS · Finlandia | 1.ª           | 2015          | 2   | 0  | 0  | 0 | 0 | 0 | 2   | 0  |
| KuPS · Finlandia | Total club    | Total club    | 0   | 0  | 0  | 0 | 0 | 0 | 0   | 0  |
| Total carrera | Total carrera | Total carrera | 191 | 26 | 10 | 5 | 6 | 0 | 207 | 31 |
| (1)Incluye datos de la Postemporada de la MLS (2004, 2005, 2006, 2011); la Repesca de la Super Liga de Grecia (2009/10); la Repesca de la 1. lig de Turquía (2010/11) (2)Incluye datos de la Copa de Portugal (2007/08, 2008/09); Copa de Francia (2008/09); Copa de Grecia (2009/10); la US Open Cup (2011); la Copa de Serbia (2014) (3)Incluye datos de la Liga de Campeones de la UEFA (2007/08); la Copa UEFA (2007/08); la Copa Sudamericana (2013) |               |               |     |    |    |   |   |   |     |    |

## Palmarés

### Campeonatos nacionales
| Título             | Club         | País           | Año  |
| ------------------ | ------------ | -------------- | ---- |
| Copa MLS           | D. C. United | Estados Unidos | 2004 |
| Supporters' Shield | D. C. United | Estados Unidos | 2006 |